# Eumachia
Pour les articles homonymes, voir Eumachia (homonymie).
Eumachia est une prêtresse romaine de Vénus et une servante de la déesse de la Concorde à Pompéi, durant le Ier siècle. 

## Famille
Eumachia est la fille de Lucius Eumachius, un producteur de vin et propriétaire d'ateliers de fabrique de tuiles établi dans la région de Pompéi. Elle est ensuite mariée à Marcus Numister Fronto qui était vraisemblablement duumvir iure dicundo de la colonie. Les prêtresses étaient choisies dans les cités parmi les gens les plus éminentes de la ville.

## Vie d'Eumachia
Eumachia est surtout connue pour ses actes d'évergétisme à Pompéi. Cette pratique était liée à sa charge de prêtresse: en contrepartie de l'honneur accordé en accédant à cette fonction, Eumachia devait "remercier" la ville en l'équipant de complexes religieux. Tout romain avait aussi comme devoir dans la religion romaine de respecter la pietas afin de maintenir de bonnes relations avec les dieux. Cela pouvait passer par la construction d'édifices en leur honneur. 
Eumachia fait ainsi ériger en son nom et en celui de son fils, Marcus Numister Fronto, un édifice dédié à la Concorde et à la Piété Auguste. On connait la nature de cet acte d'évergétisme grâce à une inscription: 
Eumachia L(uci) f(ilia) sacerd(os) publ(ica) nomine suo et/ M(arci) Numistri Frontonis fili(i) chalcidicum cryptam porticus Concordia/ Augustae pietati sua pequnia fecit eademque dedicavit. 
"Eumachia, fille de Lucius, prêtresse publique, en son nom et au nom de son fils Marcus Numister Fronto, a érigé à ses frais et dédié à la Concorde et à la Piété Auguste un chalcidique, une crypte et des portiques."
L'Édifice d'Eumachia n'est pas sans rappeler le portique de Livie à Rome où l’on trouvait également un espace dédié à la Concorde. Livie avait associé son fils Tibère à son acte, comme Eumachia a associé son fils dans sa dédicace. Comme l’explique W. Van Andringa, « le culte institué permettait de faire le lien entre le pouvoir impérial et les élites pompéiennes ».
Eumachia a également fait construire à ses frais et de son vivant un tombeau monumental à forme d'exèdre. 

## Honneurs reçus
On connaît pour Pompéi une statue d’Eumachia, identifiée grâce à l’inscription l’accompagnant et conservée au musée archéologique de Naples. Elle est dédiée par les foulons de la ville et était placée dans une niche de son bâtiment. 